# Mode de vie
Ne doit pas être confondu avec milieu de vie.
Pour les articles homonymes, voir Lifestyle.
 (août 2017).
Le mode de vie, aussi appelé style de vie ou art de vivre, parfois désigné par l'anglicisme lifestyle, est la manière de vivre, d'être et de penser, d'une personne ou d'un groupe d'individus. C'est son comportement quotidien, sa façon de vivre autour et pour certaines valeurs.
Il existe de très fortes disparités de modes de vie dans le monde, entre les pays développés et les pays en développement (ou pays du Sud).
Dans les sociétés industrialisées, le mode de vie est une notion qualitative : il désigne notamment la façon dont les ménages utilisent leur pouvoir d'achat.
Pour un niveau de vie équivalent, il existe de multiples manières de consommer, de se distraire, de se cultiver, etc.
En sociologie, un mode de vie est la façon dont une personne ou un groupe vit. Cela inclut ses types de relations sociales, sa façon de consommer, sa façon de se divertir, de s'habiller. Un mode de vie reflète également l'attitude d'un individu, ses valeurs, sa façon de voir le monde dans lequel il vit.
Avoir un mode de vie particulier implique un choix, conscient ou inconscient, entre différents types de comportements.
Dans le commerce et dans la publicité, un mode de vie devient une cible marketing, que les commerciaux tentent de cibler pour s'approcher au mieux des besoins et des envies de consommation de cette population particulière.

## Histoire du concept
La notion de « mode de vie » est apparue tardivement.
Alvin Toffler, écrivain et futurologue américain, écrit en 1970 dans Le Choc du futur : « le choc du futur est le stress et la désorientation provoqués chez les individus auxquels on fait vivre trop de changement dans un trop petit intervalle de temps. » Ces changements qui nous dépassent sont de trois types :
- premièrement la transience qui peut être traduit par brièveté. La brièveté des choses : nous jetons nos possessions pour en acquérir de nouvelles. La brièveté des endroits : nous quittons les endroits qui nous ont vu naître pour de nouveaux. La brièveté des gens : nous perdons le contact avec nos anciens amis et connaissances et nous avons du mal à créer un contact avec de nouveaux. La brièveté des organisations : les sociétés gouvernementales et les sociétés commerciales créent de nouvelles positions seulement pour mieux les reformer et les changer. La brièveté de l'information : les connaissances scientifiques et populaires ne sont pas figées et s'accroissent de façon rapide et permanente ;
- deuxièmement, la nouveauté. La nouveauté des sciences, qui progresse et qui changera peut-être l'espèce humaine ou la combinera avec des machines. La nouveauté des relations sociales, dans des structures familiales en remaniement permanent ;
- troisièmement, la diversité. La diversité des choix, la diversité des sous-cultures et des spécialités, la diversité des modes de vie. Cette diversité permet aux individus de se trouver, de s'individualiser au sein d'une société dans laquelle ils ne se sont jamais reconnus.

En 1980 dans The Third Wave il décrit trois types de sociétés et le concept de vagues. Chaque nouvelle vague pousse l'ancienne société et établit la nouvelle. La société de la 3e vague est la société dite post industrielle (post années 1950) et est caractérisée par l'information, la technologie et la très grande diversité des sous-cultures.
Ainsi, Toffler prédit donc une explosion des sous-cultures et des modes de vie, en même temps que l'explosion de la diversité au sein de nos sociétés post-industrielles.
En effet dans les sociétés pré-modernes, nous n'avions pas besoin d'un terme spécifique pour décrire une sous-culture ou un style de vie : les différents modes de vie étaient considérés comme des cultures, des religions, des groupes ethniques totalement différents.
Ainsi une culture différente était toujours vue comme totalement étrangère. En comparaison, les styles de vie ne sont pas considérés comme étrangers; ils sont acceptés ou partiellement acceptés, comme une différence minoritaire, au sein de la culture ou du groupe majoritaire.

## Durabilité du mode de vie occidental
Le mode de vie américain, popularisé par le cinéma, s'est répandu depuis la Seconde Guerre mondiale dans les pays d'Europe occidentale et dans plusieurs pays développés du monde. Certains produits sont devenus des symboles universels.
Cependant, la question de la pérennité de ce mode de vie se pose depuis quelques années, avec l'émergence des enjeux de développement durable. Ainsi, si tous les habitants de la Terre avaient le même mode de vie qu'un Américain du Nord, il faudrait environ six planètes comme la Terre pour nourrir tous ses habitants. En effet, l'empreinte écologique d'un Américain du Nord correspond à six fois la capacité biologique de la Terre. Un point crucial est constitué notamment par notre forte dépendance au pétrole, mais il y en a bien d'autres comme la dépendance aux métaux, la surconsommation de médicaments et les maladies liées au mode de vie.
Les modes de vie font partie des facteurs qui interviennent dans les émissions de gaz à effet de serre. Ils sont eux-mêmes influencés par le réchauffement climatique, sans que cela soit nécessairement le seul facteur. Une étude prospective est consacrée aux modes de vie en 2050.
L'expert français Jean-Marc Jancovici considère ainsi que le changement climatique, dont on parle beaucoup, est d'abord et avant tout un problème de choix de mode de vie.
L'expert américain Lester R. Brown considère que le mode de vie occidental actuel résulte de la révolution industrielle, qui a libéré une énergie créatrice gigantesque, en raison d'une productivité supplémentaire. Elle correspond malheureusement à l'ère la plus destructrice pour l'environnement que l'histoire humaine ait jamais connue.
Lorsque l'évolution du mode de vie est subie et résulte d'une menace venue d'une ou plusieurs cultures différentes, on parle d'insécurité culturelle.